# Eleição municipal de Florianópolis em 1947
A eleição municipal de Florianópolis em 1947 ocorreu em 30 de novembro do mesmo ano.
Votou-se apenas para vereador.

## Vereadores eleitos
| Vereador eleito                 | Partido |
| ------------------------------- | ------- |
| Antenor Taulois de Mesquita     | UDN     |
| Armando Valério de Assis        | PSD     |
| Gercino Silva                   | UDN     |
| Guido Bott                      | PSD     |
| Hamilton Abade Valente Ferreira | PSD     |
| Jairo Callado                   | PSD     |
| João Alcântara da Cunha         | PSD     |
| João Batista Bonassis           | PSD     |
| João Batista da Costa Pereira   | PSD     |
| José do Valle Pereira           | PSD     |
| Manoel Donato da                | UDN     |
| Oswaldo dos Passos Machado      | PSD     |
| Osny Maynoldi Ortiga            | UDN     |
| Robeto da Luz Costa             | UDN     |
| Vitor da Luz Fontes             | UDN     |